# Кос Ганна Іванівна

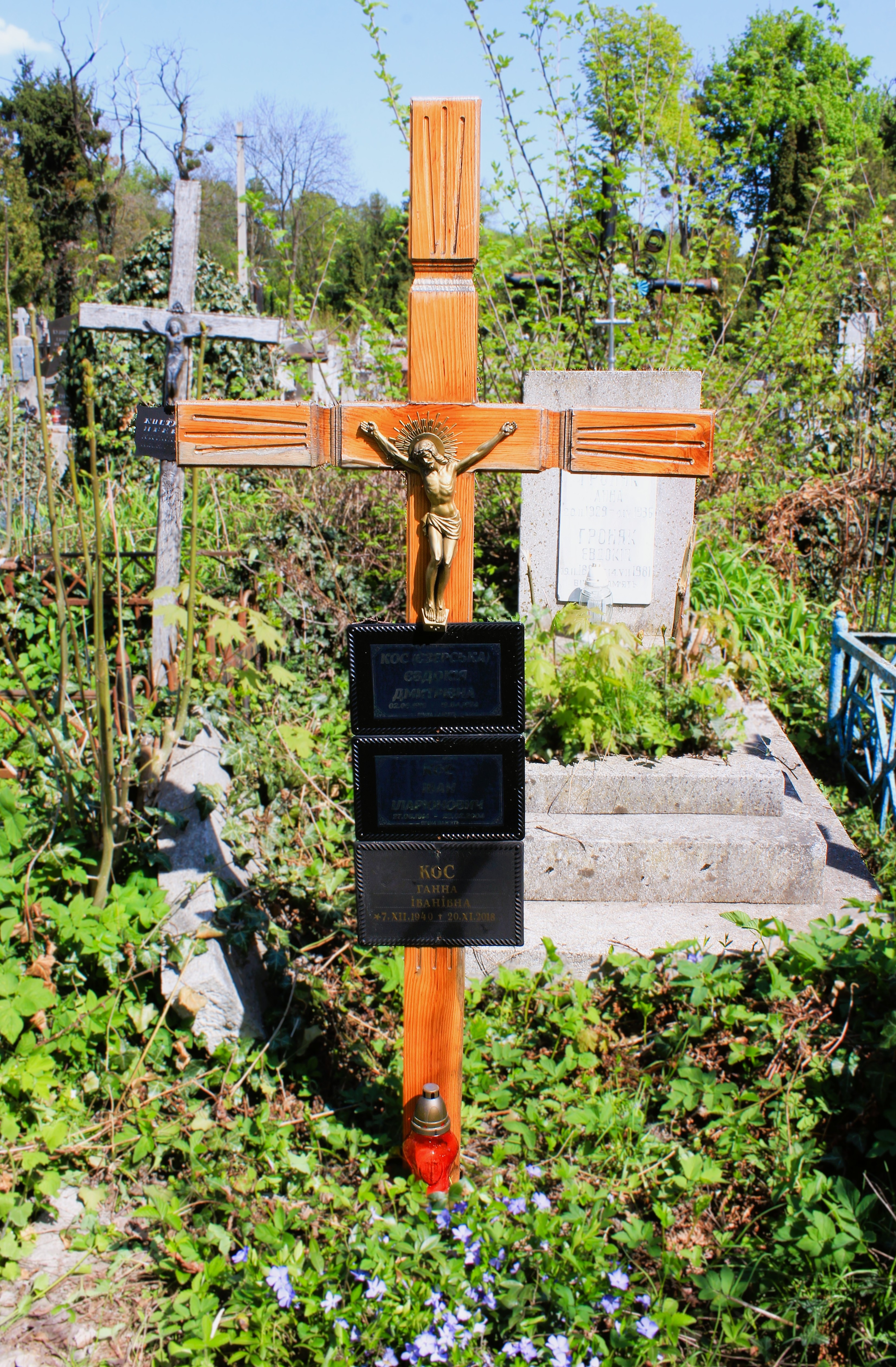
Могила Ганни Кос на Янівському цвинтарі.

Ганна Іванівна Кос (7 грудня 1940, м. Львів — 20 листопада 2018, м. Львів) — український історик, мистецтвознавець. Кандидат історичних наук (1992). Член Національної спілки художників України (1993).

## Життєпис
Ганна Кос народилася 7 грудня 1940 року у Львові.
1965 року закінчила історичний факультет Львівського університету. Під час навчання працювала архіваріусом, науковим співробітником Львівського обласного архіву, позаштатним лаборантом відділу археології Інституту суспільних наук АН УРСР. Протягом 15 років була учасницею археологічних експедицій.
З 1966 року почала працювати науковим співробітником Львівського музею історії релігії, у 1972—1976 роках — старший науковий співробітник Львівської картинної галереї. Протягом 1976—1995 років на посаді старшого наукового співробітника Державного історико-архітектурного заповідника у Львові. 1995 року розпочала діяльність у Національному університеті «Львівська політехніка» на посаді старшого викладача кафедри філософії та культурології, кафедри історії України, науки і техніки. З 2000 року в Музеї історії Львівської політехніки, в якому сформувала експозицію; очолила установу у 2011 році.
Померла 20 листопада 2018 року у Львові, похована на 12 полі Янівського цвинтаря.

## Доробок
Автор наукових публікацій та видань; біографічних нарисів, присвячених відомим українцям, зокрема про Віталія Юрченка, Олену Степанів, Ігоря Лоського, Лаврентія Жмурка, Юліана Медведського, Доната Ленгауера та інших. Зініціювала перевидання в Україні книги Кузьми Каздоби «Заметений шлях».
Досліджувала архітектуру Львова, зокрема на Кос було покладено відповідальність за археологічні дослідження і консервацію фрагменту східної частини міських оборонних стін згаданого міста.
Серед головних праць:
- «Українська дільниця середньовічного Львова. До питання історії будівництва та архітектури ХV — ХІХ ст.»,
- «Художній метал у забудові середньовічного Львова ХVІ — ХVІІІ ст.»,
- «Художнє каменярство у Львові. Кінець ХVІ — ІІ половина ХVІІІ ст.»,
- «Золота доба ренесансу. Історико-культурні та краєзнавчі нариси».

Нариси-путівники:
- «Вулиця Руська у Львові» (1996, співавтор Роман Федина),
- «Музей історії Львівської політехніки» (2009),
- «Площа Ринок у Львові» (2013).

Книги:
- «Спадщина великого будівничого. Професор Львівської політехніки Іван Левинський (1851—1919)» (2009, співавтор Лілія Онищенко)[1],
- «Наші живі легенди» (2006),
- «З-під знаку Стрільця» (2013)[2].